# أنور السادات (حاملة مروحيات)
أنور السادات هي سفينة هجومية برمائية وحاملة مروحيات، تابعة للبحرية المصرية من فئة ميسترال الفرنسية. تستطيع حاملة الطائرات الهجومية «ميسترال» حمل 700 جندي و16 طائرة هليكوبتر و50 عربة مدرعة. تتميز هذه الحاملة التي يبلغ طولها 199 متراً وعرضها 32 متراً بقدرات هجومية برمائية وكذلك بقدرتها على حمل طائرات الهليوكبتر. تسلح حاملة الطائرات ميسترال، التي تبلغ سرعتها القصوى 35 كم في الساعة، بمنظومة صاروخية للدفاع الجوي ورشاش عيار 12.7 ملم، كما أنها مزودة بثلاثة رادارات واحد ملاحي وثان جو أرض وثالث للهبوط على سطح السفينة. تحاول مصر توفير مروحيات كا-52 الروسية بهدف وضعها على متن حاملة المروحيات أنور السادات وحاملة الطائرات جمال عبد الناصر فيما بعد. بإمكان هذا النوع من السفن أن ينزل قوات في مسرح عمليات وأن ينقل مستشفيات ميدانية للقيام بمهمات إنسانية كبيرة.